# Julian Dicks
Julian Andrew Dicks (* 8. August 1968 in Bristol) ist ein ehemaliger englischer Fußballspieler. Als zumeist auf der linken Abwehrseite eingesetzter Verteidiger war er vor allem in den 1990er-Jahren als Spieler von West Ham United bekannt. Dicks galt als „Rauhbein“ im englischen Fußball, was ihm den Spitznamen „Terminator“ einbrachte und ihn in zahlreiche Kontroversen auf und außerhalb des Platzes verwickelte. Neben seiner Zweikampfhärte fiel er durch einen kraftvollen Schuss und als Elfmeterspezialist auf.

## Sportlicher Werdegang

### Birmingham City (1985–88)
Schon in jungen Jahren wurde Dicks von Talentspähern begutachtet, so beispielsweise als 11-Jähriger vom Ex-Tottenham-Trainer Bill Nicholson (nun Scout für West Ham United), der ihn jedoch als nicht schnell genug befand. Zwei Jahre später empfahl ihn Ron Veal für Aston Villa und als Veal nach dem Rücktritt von Cheftrainer Ron Saunders diesem zum neuen Arbeitgeber Birmingham City folgte, zog der junge Dicks in den Norden, um in Birmingham eine fußballerische Ausbildung zu beginnen. Er arbeitete sich in den kommenden Jahren sukzessive durch die Altersklassen, bevor er am 24. August 1985 bei einer 0:2-Niederlage gegen den FC Chelsea mit 17 Jahren seinen Einstand in der ersten Mannschaft gab. Zum Ende der Saison 1985/86 stieg Dicks mit Birmingham in die zweite Liga ab. Nach zwei weiteren Jahren in der Second Division heuerte er im März 1988 wieder in der höchsten englischen Spielklasse bei West Ham United an, das damals von John Lyall trainiert wurde und eine Ablösesumme von 300.000 Pfund für Dicks bezahlte.

### West Ham United, Teil 1 (1988–93)
Das Debüt für den Neuling, der mit zahlreichen Verwarnungskarten bereits einen Ruf als ruppiger Verteidiger hatte, fand am 2. April 1988 gegen Sheffield Wednesday (1:2) statt. Er absolvierte insgesamt acht Ligapartien in der Schlussphase der Saison 1987/88, bevor er in der anschließenden Spielzeit 1988/89 Stammspieler auf der linken Abwehrseite wurde und 34 von 38 möglichen Meisterschaftsspielen bestritt. Dennoch endete sein erstes vollständiges Jahr in West Ham enttäuschend mit dem Abstieg als Tabellenvorletzter. Unter dem neuen Trainer Lou Macari wurde Dicks dann in der Saison 1989/90 nicht nur erstmals zum Mannschaftskapitän befördert; dazu übernahm er die Nachfolge von Ray Stewart als regelmäßiger Elfmeterschütze. Darin entwickelte er ein besonderes Talent und im Verlauf seiner Karriere vergab er nur vier von 35 Strafstößen für West Ham. Ein Tiefpunkt stellte seine erste rote Karte in der vierten Runde des Ligapokals gegen den FC Wimbledon dar. In der von beiden Seiten brutal geführten Partie, die der britische Journalist Brian Woolnough als „Schande für den Fußball“ titulierte, hatte Wimbledons Dennis Wise zuvor Dicks rüde gefoult. Das Saisonziel Wiederaufstieg verpasste West Ham, worauf Macaris Demission und sich die Verpflichtung des Ex-Spielers Billy Bonds als Nachfolger anschloss.
Unter Bonds, der wie Dicks den Ruf als „harter Hund“ hatte, begannen nun die Verletzungsprobleme. Mitte Oktober 1990 verletzte sich Dicks gegen Bristol City und obwohl die medizinische Abteilung eine Operation am Knorpel seines Knies empfahl, ließ ihn Trainer Bonds nicht nur die Bristol-Partie bis zum Ende, sondern auch die folgende Begegnung gegen Swindon Town bestreiten. Das Expirement endete bereits nach 38 Minuten und der nächste Versuch gegen die Blackburn Rovers im Monat darauf musste ebenfalls mit seiner Auswechslung abgebrochen werden. Es folgte die notwendige Knieoperation, und Dicks gab erst am 21. Dezember 1991 sein Comeback, nachdem West Ham in der Zwischenzeit ohne ihn in die erste Liga aufgestiegen war. Nach seiner Rückkehr in der Rückrunde der Saison 1991/92 musste er jedoch wieder mit den „Hammers“ als Tabellenletzter den direkten Wiederabstieg in die Zweitklassigkeit antreten. Dort verlief die Spielzeit 1992/93 turbulent und nach Tätlichkeiten sowie grobem Foulspiel gegen Franz Carr von Newcastle United, Paul Birch und Steve Bull von den Wolverhampton Wanderers sowie gegen Ted McCinn von Derby County wurde er dreimal des Feldes verwiesen. Trainer Bonds entzog ihm dazu die Aufgabe des Mannschaftskapitäns, aber trotz dieser Disziplinlosigkeiten steuerte Dicks elf Tore zur Zweitligavizemeisterschaft bei, wodurch West Ham in die Premier League aufstieg. Nach sieben Einsätzen in seiner ersten Premier-League-Saison für die Hammers wechselte Dicks für 1,5 Millionen Pfund zum FC Liverpool. Der Transfer beinhaltete ein Tauschgeschäft, das den Wechsel von David Burrows und Mike Marsh in die entgegengesetzte Richtung vorsah. Zusätzlich konnte West Ham mit dem „Restgeld“ den erfahrenen Stürmer Lee Chapman verpflichten.

### FC Liverpool (1993–94)
Liverpools Trainer Graeme Souness wollte mit Dicks die Verteidigung „abhärten“ und diesen an die Seite des gleichsam berüchtigten Neil Ruddock stellen. Schnell etablierte sich der Neuzugang, der auch seine Unbeherrschtheit in den Griff bekam. Dass er in Liverpool dennoch nicht dauerhaft sein Glück fand, lag zunächst an der Entlassung von Souness im Februar 1994. Dieser wurde durch seinen ehemaligen Kotrainer Roy Evans ersetzt, der mit Dicks selbst und dessen Spielweise fremdelte. Dazu galt Dicks als übergewichtig und in der Folge wurde er in die Reservemannschaft strafversetzt. Er lief am 7. Mai 1994 beim 1:2 gegen Aston Villa das letzte Mal für die „Reds“ auf. Nachdem Dicks von Evans nach einem 1:4 gegen die Bolton Wanderers in der Vorbereitung zur neuen Saison 1994/95 erneut kritisiert worden war, bat dieser um die Freigabe für einen Wechsel und so kehrte er im Oktober 1994 zu den mittlerweile von Harry Redknapp trainierten Hammers zurück.

### West Ham United, Teil 2 (1994–99)
In den ersten Jahren seine Rückkehr bis 1997 war Dicks eine wichtige Stütze der Mannschaft von West Ham United im erfolgreichen Kampf um den Klassenerhalt in der Premier League. Er schoss in dieser Zeit 21 Tore in 94 Erstligapartien und war auch im Fokus der englischen Nationalmannschaft im Vorfeld der Europameisterschaft 1996 im eigenen Land. Mitausschlaggebend dafür, dass Englands Trainer Terry Venables ihn nicht berücksichtigte, waren auch zwei erneute Vorfälle im September 1995, die Zweifel an der Displiziniertheit von Dicks stärkten. Zum einen verletzte er John Spencer vom FC Chelsea am Kopf, so dass dieser mit acht Stichen genäht werden musste. Kurz darauf wurde er gegen den FC Arsenal nach einem Foul an Ian Wright das achte Mal in seiner Karriere vom Platz gestellt. Auch unter Venables’ Nachfolger Glenn Hoddle erhielt Dicks keine Bewährungschance.
Eine erneute Knieverletzung sorgte dafür, dass er die gesamte Spielzeit 1997/98 verpasste und in der darauf folgenden Saison 1998/98 nur neun Partien absolvierte. Er qualifizierte sich in diesem Jahr mit seinen Mannen zwar für den UEFA-Pokal, aber seine Blessuren hatten sich mittlerweile so sehr gemehrt, dass er nach 14 Profijahren seine aktive Karriere beendete. Sein Abschiedsspiel gegen Athletic Bilbao im August 2000 hatte wenig von einem Freundschaftsspiel, vor allem als sich während der Partie ein Massengerangel ereignete.

### Karriereausklang und Wechsel ins Trainergeschäft
Im Jahr 2001 trat Dicks noch einmal kurz für den Amateurklub Canvey Island in Erscheinung und zog nach Spanien, bevor er zum Ende der 2000er-Jahre sukzessive ins Trainergeschäft wechselte. Hier war er zunächst jenseits des Profigeschäfts für Wivenhoe Town (2009) und Grays Athletic (2009–2011) aktiv, bevor er im Juli 2013 anlässlich eines Turniers auf der Isle of Man eine Auswahl der Mikronation Sealand betreute. In der Saison 2014/15 war er für die Frauenmannschaft seines Ex-Klubs West Ham verantwortlich, bevor ihn im Juni 2015 sein ehemaliger Mannschaftskamerad Slaven Bilić als Kotrainer anheuerte. Nach dessen Entlassung im November 2017 verließ auch Dicks den Verein. Im Oktober 2018 schloss er sich den Heybridge Swifts in der Isthmian League an, bevor er ein weiteres Mal Assistent von Bilić wurde, der mittlerweile Trainer des Zweitligisten West Bromwich Albion geworden war.

## Titel/Auszeichnungen
- PFA Team of the Year (2): Saison 1986/87, Saison 1989/90 (jeweils 2. Liga)